# Зуев, Василий Фёдорович
Василий Фёдорович Зуев (1 [12] января 1754, 12 января 1752 или 12 января 1754, Санкт-Петербург — 7 [18] января 1794, 18 января 1794 или 8 января 1794, Санкт-Петербург) — русский учёный-естествоиспытатель, путешественник и этнограф, академик Императорской академии наук и художеств в Санкт-Петербурге (1787).

## Биография
Родился 1 (12) января 1754 года в Санкт-Петербурге, в семье солдата Семёновского полка.
Учился в академической гимназии и академическом университете.
13-летним учеником академической гимназии (с 1767 года) участвовал в экспедиции Петра Палласа. Проводил самостоятельные наблюдения на Урале, в Обдорске, в Берёзове для исследования Оби до Ледовитого океана, на Индерские горы и т. д..
В 1774 году был командирован за границу. В Лейдене и Страсбурге изучал главным образом естественную историю, но также и физику, химию, метафизику и проч. По возвращении из-за границы, Зуев подвергся испытанию в Академии наук и за диссертацию «Idea metamorphoseos insectorum ad caetera animalia applicata» был назначен адъюнктом Академии.
Во время академических экспедиций собирал разные достопримечательности и редкости, обогатившие науку в учёных описаниях Палласа. Многие страницы в путевых записках Палласа принадлежат Зуеву. В 1781 году академия поручила Зуеву исследование края, не затронутого прежними экспедициями, а именно вновь приобретенных Россией территорий между реками Бугом и Днепром, устьем Днепра и его лимана с окрестностями. В 1781 году по пути в Херсон посетил местечко Кривой Рог, где у берегов реки Саксагань обратил внимание на обнажения железистых кварцитов, которые он назвал «железным шифером».
Зуеву приходилось испытывать большую нужду, в частности во время экспедиций. Государственные чиновники, не понимавшие значение науки, создавали много затруднений и препятствий во время его путешествий. В таких тяжелых условиях приходилось работать Зуеву и позже, даже после того, как он получил звание академика. Однако Зуев был человек с характером, и, в случае необходимости, умел постоять за себя.
В. Ф. Зуев постоянно боролся с засильем иностранцев в тогдашней Академии наук. Он хотел привлечь к работе в Академии одаренных простых русских людей, в частности из тех, которых он знал из своих путешествий. Вопреки традициям тогдашней Академии наук, согласно которым научные труды писались на иностранном языке (немецком, французском или латинском), Зуев большинство своих трудов писал на русском языке. Он бережно собирал и вводил в свои работы народные русские названия животных и растений. Известен случай возмущения академиков-иностранцев тем, что Василий Федорович писал письма в Академию на русском языке. За это он получил официальное предупреждение, что служащий Академии обязан писать «на понятном академикам новом языке».
В 1784 году был объявлен приказ президента Академии наук княгини Дашковой освободить учёного от академической службы. Вина Зуева заключалась в том, что он принял участие в работе Комиссии по учреждению народных училищ «без дозволения на то от начальства». Только благодаря энергичному ходатайству академика Палласа Дашкова отменила приказ.
Василий Зуев в апреле 1782 года совершил путешествие в Крым. Проехав от Перекопа через Карасубазар до Кефы и крепости Еникале под Керчью, В. Зуев первым в мировой науке упомянул крымские черноземы, подробно назвал и описал основные населенные пункты на своем маршруте. В издании Академии наук «Месяцеслов» на 1790 год были помещены «Выписки из путешественных записок Василия Зуева, касающиеся до полуострова Крыма — 1782 года». Именем Василия Федоровича Зуева названа пещера в бассейне реки Бурульчи.
В 1787 году был произведён в академики.
Скончался 7 (18) января 1794 года в Санкт-Петербурге, в возрасте 40 лет, от болезней полученных во время экспедиций.
В честь В. Ф. Зуева назван полуостров (Карское море, берег Харитона Лаптева, полуостров был обследован в 1900—1903 Русской полярной экспедицией).

## Труды
В своих «Путешественных записках от Санкт-Петербурга до Херсона в 1781 и 1782 г.» (СПб. 1787, нем. перевод, Дрезден, 1789), Зуев описывает всё интересное, встретившееся ему на этом длинном пути, приводит исторические и статистические данные о различных местностях, сообщает сведения, касающиеся быта, образованности, нравов и верований жителей, напр., о духоборцах (он называет их «духоверцами»), цыганах и цыганском языке, дает наружное описание теперь уже исследованного Чертомлыцкого кургана и прочего.
Мемуары Зуева, напечатанные в изданиях Академии, относятся, главным образом, к зоологии; некоторые из видов, впервые описанных Зуевым, удержали навсегда его имя (Muraena alba Zuiew, Muraena fusca Zuiew и т. п.). Свои русские статьи Зуев помещал преимущественно в «Новых Ежемесячных Сочинениях» («О действии воздуха на тело человеческое», «Об огненных на воздухе явлениях», «О торфе», «О кормовых средствах» и др.), отчасти также в «Исторических Календарях».
Комиссия об учреждении училищ пригласила Зуева к участию в её трудах, и поручила ему составить для народных училищ «Начертание естественной истории» (СПб., 1786; 5 изд. 1814). По отзыву Палласа, этот труд Зуева превосходил все иностранные руководства по этому предмету того времени. Зуев был также и профессором естественной истории в Главном народном училище, учрежденном в 1784 году в Санкт-Петербурге для повышения образования учителей, одно время и редактором ежемесячного издания «Растущий Виноград», в 1785—1787 комплектовавшегося учениками народного училища; участвовал в переводе «Естественной Истории» Бюффона (10 ч. СПб., 1789—1803); перевёл «Описание растений Российского государства» Палласа (ч. I, СПб., 1788), а вместе с Ф. Томанским — главный труд Палласа — «Путешествие по разным провинциям Российского государства» (5 т. СПб., 1773—1778).
Основные публикации:
- Зуев В. Ф. Описание живущих Сибирской губернии в Березовском уезде иноверческих народов остяков и самоедцов (в книге Зуев В. Ф. Материалы по этнографии Сибири XVIII в. (1771—1772). М.; Л.: Изд-во АН СССР, 1947. С предисловием и комментариями Г. Д. Вербова)
- Зуев В. Ф. Путешественныя записки Василья Зуева от С. Петербурга до Херсона в 1781 и 1782 году / В. Ф. Зуев / подгот. текста, вступ. статья, коммент. М. Э. Кавуна; Ин-т укр. археографии и источниковедения им. М. С. Грушевского НАН Украины. — Днепропетровск: Герда, 2011. — XXVIII, 394 с., ил., карт. — (Серия «EDITIO PRINCEPS»). — ISBN 978-966-8856-43-3.